# Paris-Troyes 2018
Le Paris-Troyes 2018 est la 60e édition de cette course cycliste masculine sur route. Il a lieu le 11 mars 2018 entre Nogent-sur-Seine et Troyes, dans le département de l'Aube en France, et fait partie du calendrier UCI Europe Tour 2018 en catégorie 1.2. Il est remporté par le coureur français Adrien Petit, de l'équipe Direct Énergie.

## Présentation
La course Paris-Troyes est organisée par l'Union vélocipédique de l'Aube et connaît en 2018 sa soixantième édition.

### Parcours
Le départ est donné à Nogent-sur-Seine et l'arrivée est jugée à Troyes, sur l'avenue Robert-Schumann devant le stade de l'Aube, après 185 kilomètres. Après 44 kilomètres, les coureurs effectuent huit tours d'un circuit de quinze kilomètres avant de gagner Troyes. Ce circuit passe par les côtes de l'Escargot, à Montgueux, et de Macey,,.

### Équipes
Classé en catégorie 1.2 de l'UCI Europe Tour, Paris-Troyes est par conséquent ouvert aux équipes continentales professionnelles françaises, ainsi qu'à un maximum de deux étrangères, aux équipes continentales, aux équipes nationales et aux équipes régionales et de clubs.
| Équipes continentales professionnelles | Équipes continentales professionnelles | Équipes continentales professionnelles |
| Nom de l'équipe                        | Pays                                   | Code                                   |
| -------------------------------------- | -------------------------------------- | -------------------------------------- |
| Direct Énergie                         | France                                 | TDE                                    |
| Fortuneo-Samsic                        | France                                 | FST                                    |
| Sport Vlaanderen-Baloise               | Belgique                               | SVB                                    |
| Vital Concept                          | France                                 | VCC                                    |
| WB-Aqua Protect-Veranclassic           | Belgique                               | WVA                                    |

| Équipes continentales   | Équipes continentales | Équipes continentales |
| Nom de l'équipe         | Pays                  | Code                  |
| ----------------------- | --------------------- | --------------------- |
| Amore & Vita-Prodir     | Albanie               | AMO                   |
| BHS-Almeborg Bornholm   | Danemark              | ABB                   |
| Differdange-Losch       | Luxembourg            | CCD                   |
| Joker Icopal            | Norvège               | TJI                   |
| Leopard                 | Luxembourg            | LPC                   |
| Roubaix Lille Métropole | France                | RLM                   |
| Saint Michel-Auber 93   | France                | AUB                   |
| Sovac-Natura4Ever       | Algérie               | SNE                   |
| Vorarlberg-Santic       | Autriche              | VOL                   |

| Équipes régionales et de clubs | Équipes régionales et de clubs | Équipes régionales et de clubs |
| Nom de l'équipe                | Pays                           | Code                           |
| ------------------------------ | ------------------------------ | ------------------------------ |
| Bourg-en-Bresse Ain Cyclisme   | France                         | -                              |
| CC Nogent-sur-Oise             | France                         | -                              |
| CC Villeneuve Saint-Germain    | France                         | CCV                            |
| Charvieu-Chavagneux IC         | France                         | -                              |
| EFC-L&R-Vulsteke               | Belgique                       | -                              |
| Lotto-Soudal U23               | Belgique                       | -                              |
| Peltrax-CS Dammarie-lès-Lys    | France                         | -                              |
| SCO Dijon                      | France                         | SCD                            |
| VC Toucy                       | France                         | -                              |
| VC Villefranche-Beaujolais     | France                         | -                              |

## Récit de la course
La première moitié de course est animée par l'échappée de Romain Barroso (Peltrax-CS Dammarie-lès-Lys), Guillaume Seye (EFC-L&R-Vulsteke) et Patrick Jäger (Vorarlberg), rejoints ensuite par Mathieu Urbain (VC Toucy), puis repris par le peloton. Paul Ourselin (Direct Énergie), Julien Antomarchi (Roubaix-Lille Métropole) et Carl Fredrik Hagen (Joker) s'échappent à leur tour, sans parvenir à créer un écart de plus d'une minute sur le peloton. Celui-ci, contrôlé par les équipes Fortuneo-Samsic et Vital Concept, rattrape les échappés à trois kilomètres de l'arrivée.
La victoire est disputée au sprint par la soixantaine de coureurs qui composent encore le peloton. Le Français Adrien Petit (Direct Énergie) s'impose devant Lorrenzo Manzin (Vital Concept) et Damien Touzé (Saint-Michel-Auber 93).

## Classements

### Classement final
| \| Classement général \| Classement général \| Classement général \| Classement général \| Classement général \| \| Coureur \| Coureur \| Pays \| Équipe \| Temps \| \| ------------------ \| ------------------ \| ------------------ \| ---------------------------------- \| ------------------ \| \| 1er \| Adrien Petit \| France \| Direct Énergie \| 4 h 29 min 55 s \| \| 2e \| Lorrenzo Manzin \| France \| Vital Concept \| + 0 s \| \| 3e \| Damien Touzé \| France \| Saint Michel-Auber 93 \| + 0 s \| \| 4e \| Anthony Maldonado \| France \| Saint Michel-Auber 93 \| + 0 s \| \| 5e \| Gerben Thijssen \| Belgique \| Lotto-Soudal U23 \| + 0 s \| \| 6e \| Bram Welten \| Pays-Bas \| Fortuneo-Samsic \| + 0 s \| \| 7e \| Alexander Krieger \| Allemagne \| Leopard Pro Cycling \| + 0 s \| \| 8e \| Jordan Levasseur \| France \| Team Elite Restauration-Louault 89 \| + 0 s \| \| 9e \| Olivier Pardini \| Belgique \| Differdange-Losch \| + 0 s \| \| 10e \| Maxime De Poorter \| Belgique \| EFC-L&R-Vulsteke \| + 0 s \| |                   |           |                                    |                 |
| |                   |           |                                    |                 |
| Source : ProCyclingStats |                   |           |                                    |                 |
| Classement général |                   |           |                                    |                 |
| Coureur | Coureur           | Pays      | Équipe                             | Temps           |
| 1er | Adrien Petit      | France    | Direct Énergie                     | 4 h 29 min 55 s |
| 2e | Lorrenzo Manzin   | France    | Vital Concept                      | + 0 s           |
| 3e | Damien Touzé      | France    | Saint Michel-Auber 93              | + 0 s           |
| 4e | Anthony Maldonado | France    | Saint Michel-Auber 93              | + 0 s           |
| 5e | Gerben Thijssen   | Belgique  | Lotto-Soudal U23                   | + 0 s           |
| 6e | Bram Welten       | Pays-Bas  | Fortuneo-Samsic                    | + 0 s           |
| 7e | Alexander Krieger | Allemagne | Leopard Pro Cycling                | + 0 s           |
| 8e | Jordan Levasseur  | France    | Team Elite Restauration-Louault 89 | + 0 s           |
| 9e | Olivier Pardini   | Belgique  | Differdange-Losch                  | + 0 s           |
| 10e | Maxime De Poorter | Belgique  | EFC-L&R-Vulsteke                   | + 0 s           |

### UCI Europe Tour
La course attribue aux coureurs le même nombre des points pour l'UCI Europe Tour 2018 et le Classement mondial UCI.
| Position           | 1er | 2e | 3e | 4e | 5e | 6e | 7e | 8e à 10e |
| Classement général | 40  | 30 | 25 | 20 | 15 | 10 | 5  | 3        |

## Liste des participants
| Légende | Légende                                                                    | Légende | Légende                                                    |
| ------- | -------------------------------------------------------------------------- | ------- | ---------------------------------------------------------- |
| Num     | Dossard de départ porté par le coureur sur ce Paris-Troyes                 | Pos     | Position à l'arrivée de la course                          |
|         | Indique un maillot de champion national ou mondial, suivi de sa spécialité | NP      | Indique un coureur qui n'a pas pris le départ de la course |
| AB      | Indique un coureur qui n'a pas terminé la course                           | HD      | Indique un coureur qui a terminé la course hors des délais |